# Adoxomyia subulata
Adoxomyia subulata är en tvåvingeart som först beskrevs av Friedrich Hermann Loew 1866.  Adoxomyia subulata ingår i släktet Adoxomyia och familjen vapenflugor. Inga underarter finns listade i Catalogue of Life.